# Stokes (unidad)
El stokes (símbolo: St) es la unidad de viscosidad cinemática en el Sistema Cegesimal de Unidades. Se le asignó este nombre en honor a George Gabriel Stokes. Algunas veces es expresado en términos de centistokes (cSt).
La unidad SI para la viscosidad cinemática es el m²/s.
1 St = 100 cSt = 1 cm²/s = 0.0001 m²/s
1 cSt = 1 mm²/s